# Карибска жаба
Карибските жаби (Eleutherodactylus martinicensis) са вид земноводни от семейство Eleutherodactylidae.
Срещат се на островите Доминика и Мартиника.
Таксонът е описан за пръв път от швейцарския естественик Йохан Якоб фон Чуди през 1838 година.